# Torneo de Estocolmo 2015
El If Stockholm Open 2015 es un torneo de tenis. Pertenece al ATP Tour 2015 en la categoría ATP World Tour 250. El torneo tendrá lugar en la ciudad de Bangkok, Tailandia, desde el 20 de octubre hasta el 25 de octubre de 2015 sobre canchas duras.

## Cabezas de serie
| Tenista         | Ranking | N.º |
| Tomáš Berdych   | 7       | 1   |
| Richard Gasquet | 11      | 2   |
| Gilles Simon    | 14      | 3   |
| Bernard Tomic   | 20      | 4   |
| Grigor Dimitrov | 22      | 5   |
| Jérémy Chardy   | 29      | 6   |
| Jack Sock       | 33      | 7   |
| Gilles Müller   | 36      | 8   |

- Ranking del 12 de octubre de 2015

### Dobles masculinos
| Tenista                              | Ranking | Preclasificada |
| Jérémy Chardy Robert Lindstedt       | 64      | 1              |
| Nicholas Monroe Jack Sock            | 83      | 2              |
| Eric Butorac Scott Lipsky            | 88      | 3              |
| Jonathan Marray Aisam-ul-Haq Qureshi | 90      | 4              |

## Campeones

### Individual Masculino
Tomáš Berdych venció a  Jack Sock por 7-6(1), 6-2

### Dobles Masculino
Nicholas Monroe /  Jack Sock vencieron a  Mate Pavić /  Michael Venus por 7-5, 6-2